# 홍문표
홍문표(洪文杓, 1947년 11월 17일~)은 대한민국의 정치인으로, 제17·19·20·21대 국회의원이다.

## 생애
충청남도 홍성군 홍동면 출신이다. 충남 홍성군 홍동면 문당리로 같은 지역 출신인 홍일표 국회의원(인천 남 갑)과는 8촌 지간이다. <1962년 중학교 졸업시험을 막 끝내고 상경해 강북구 삼양동에서 매일 새벽 물지게를 졌다. 신문배달과 학원 아르바이트를 병행하면서 1년 늦게 한영고등학교 야간반에 다녔다. 건국대학교 농과대에 입학한 그는 유진오 박사의 총선 캠프에서 정계에 입문했고 이후 입대 전까지 신민당 청년부장, 조직부장 등을 맡았다. 이후 12대 국회의장 이재형 의원의 4급 의전비서관을 시작해 1급 정무수석 비서관까지 지냈다. 13대 총선에 무소속으로 입후보해 낙선했고 이후 민주당 소속으로 16대까지 충남 청양 홍성 지구당 위원장으로 총선에 도전했으나 모두 실패했다. 17대 총선 때 한나라당으로 옮겨 당선됐고 이후 농림해양수산위원회를 주로 맡아 의정 활동을 했다. '면세유법'(조세특례제한법 개정안)과 '농기계임대법'(농업기계화 촉진법 개정안)을 입법했다. 18대 총선은 낙선하고 19대 때 재당선돼 새누리당 제1사무부총장 등을 지냈다.
20대 총선 새누리당 공천관리위원을 맡았고, 충남 홍성군·예산군 지역구 새누리당 후보로 출마하여 2016년 4월 42.5%의 득표율로 당선됐다. 2016년 12월 박근혜-최순실 게이트를 계기로 새누리당을 탈당하여 바른정당에 입당했으나, 보수단일화를 통해 정권창출을 하기 위한다는 명분을 내세워 2017년 5월 바른정당을 탈당하고 자유한국당 홍준표 후보 지지를 선언했다.

## 검찰 체포영장 집행 방해
2001년 1월 13일 대검찰청 중앙수사부의 검찰 수사관 5명은 오전 6시 30분 경 서울특별시 영등포구 양평동 H아파트에 소재한 안상정 한나라당 자료분석부장의 집을 찾아 체포영장 집행 사실을 알렸다. 그러나 한나라당 사무부총장 홍문표는 다른 당직자들과 함께 몸싸움을 벌이고 체포영장 집행을 막았다.
2002년 11월 서울지방법원은 홍문표에게 특수공무집행방해 죄로 징역 1년, 집행유예 2년을 선고하였다.
2003년 5월 21일 서울고등법원은 원심판결을 파기하고 홍문표에게 특수공무집행방해 죄로 벌금 300만원을 선고하였다.

## 논란
- 2012년 10월 피감기관 연구보고서를 베껴 정책자료법 발간[8]

### 사돈 4급 보좌관 채용 논란
홍문표 의원이 자신의 사돈을 의원실 4급 보좌관 자리에 앉혀 논란이 되고 있다. 시사저널에서 홍문표 의원실과 국회사무처 등을 통해 확인한 결과, 홍 의원은 2018년 4월 25일자로 자기 며느리의 오빠 김모씨를 국회 4급 보좌관으로 등록시켰다. IT 관련 개인사업을 하던 김모씨는 보좌관 채용 후 1년 가까이 국회에 제대로 출근하지 않았으며, 최근까지 의원실 내에 그의 자리조차 마련돼 있지 않았던 것으로 확인됐다. 의원실에서 보좌진을 새로 채용한 경우 그 즉시 자동으로 국회 공식 홈페이지 의원 보좌진 소개란에 이름이 올라가게 돼 있는데 김모씨는 보좌관으로 채용된 후 한동안 국회 공식 홈페이지에 이름이 기재돼 있지 않았으며 국회 안팎에서 김씨에 대한 의혹이 조금씩 제기되자 뒤늦게 그의 이름이 추가됐다.
김모씨의 채용과 관련해 국회 안팎에서 소문이 퍼지자 홍문표 의원 측은 김모씨가 홍 의원의 지역 일을 주로 도왔으며 그 외 여러 홍보 일을 맡아왔다고 해명했다. 국회 출근 문제에 대해 홍문표 의원 측은 김모씨가 여의도에 위치한 홍 의원 동생 회사 사무실에 자리를 만들어, 그곳에서 홍 의원의 외곽조직을 관리해 왔다고 말했다.홍문표 의원의 동생은 현재 바이오 관련 중소업체를 운영하고 있으며, 사무실은 여의도역 인근 여의도백화점 안에 있다. 홍문표 의원 측에 따르면, 김씨는 국회 소속의 보좌관이 국회가 아닌, 국회와 불과 1.5km 떨어진 다른 사무실에 출퇴근하며 국회 업무를 수행해 왔다는 것이다.

### 전광훈 목사의 광화문집회 참석 논란
코로나19로 인하여 집회가 금지되고 있는 가운데 전광훈목사가 주최한 광화문집회에 참석하여 논란이 되고 있다. 현역의원중 유일하게 참석하였는데 이에 대하여 JTBC와 통화에서 "지역구 주민들에게 잠시 인사를 하기 위해 10분가량 머물렀을 뿐"이라며 "공개 발언도 하지 않았다"고 해명하였으며 '김어준의 뉴스공장'에 출연해, "지난 15일 지역구에서 올라온 몇 분이 서울 지리를 모른다고 연락해와 만나기 쉬운 장소인 광화문 이순신 장군 동상 뒤편에서 만난 것"이라며 "현장에는 4~5분 머물다 자리를 떴을 뿐 집회에 참석한 건 아니다"라고 해명하였다. 자신의 지역구에서 상경한 집회 참가자 3명가량이 접촉자 전부이며 전광훈 목사와 멀리 떨어진 곳에 있었다고 해명하였으나 통합당 소속 김헌수 홍성군 의원의 SNS에는 15일 홍 의원과 5명이 기념사진을 찍은 모습이 올라왔다. 논란이 되자 sns에서 사진을 삭제하였으며 카카오톡 메신저 대화에서 김헌수 군의원이 “홍성에서 23명이 버스로 광화문에 다녀왔다. 집회 도중 홍문표 의원께서 햄버거를 사가지고 격려차 오셨다”고 말한 내용이 유출되기도 했다.

## 경력
- 1967년: 신민당 대표위원 유진오 박사 선거운동원으로 정계 입문
- 신민당 청년부장, 조직부장, 청년국장, 당무위원 역임
- 통일민주당 충청남도 지부 청양군·홍성군 지구당위원장
- 1985년~1987년: 국회의장비서실 정무수석비서관
- 1992년~1995년: 민주당 충청남도 지부 청양군·홍성군 지구당위원장
- 1996년~1997년: 통합민주당 충청남도 지부 청양군·홍성군 지구당위원장
- 1996년: 통합민주당 중앙당 조직담당 사무부총장
- 1997년: 한나라당 사무부총장
- 2000년 2월~2004년 5월: 한나라당 충청남도 지부 청양군·홍성군 지구당위원장
- 2002년 5월~2002년 6월: 제16대 대통령 선거 한나라당 이회창 대통령 후보 중앙선거대책위원회 직능본부장
- 2003년 7월: 한나라당 제2사무부총장
- 2004년 4월 15일: 대한민국 제17대 국회의원 선거 당선(충남 홍성군·예산군, 한나라당, 초선)
- 2004년~2012년 한나라당 충청남도당 홍성군·예산군 당원협의회 위원장
- 2004년 5월~2008년 5월 제17대 국회의원(충남 홍성군·예산군, 한나라당, 초선)
  - 2004년 6월~2006년 5월: 제17대 국회 전반기 농림해양수산위원회 위원
  - 2006년 6월~2008년 5월: 제17대 국회 후반기 예산결산특별위원회 위원
  - 2006년 6월~2008년 5월: 제17대 국회 후반기 일자리창출특별위원회 위원
  - 2006년 6월~2008년 5월: 제17대 국회 후반기 농림해양수산위원회 간사
  - 2007년 12웥~2008년 5월: 제17대 국회 후반기 서해안 유류오염사고특별대책위원회 간사
- 2004년 8월~2007년 8월: 한나라당 충청남도당 위원장
- 2007년 12월~2008년 2월: 제17대 대통령직인수위원회 경제2분과위원회 인수위원
- 이명박 대통령 정권인수위원회 소속
- 2008년 9월~2011년 8월: 한국농어촌공사 사장
- 2009년 2월~2015년 12월: 제27대 대한하키협회 회장
- 2011년~2012년: 한나라당 충청남도당 위원장
- 2012년~2013년: 새누리당 충청남도당 위원장
- 2011년 9월: 한나라당 최고위원
- 2012년 2월~2016년 12월: 새누리당 충청남도당 홍성군·예산군 당원협의회 위원장
- 2012년 4월 11일: 대한민국 제19대 국회의원 선거 당선(충남 홍성군·예산군, 새누리당, 재선)
- 2012년 5월~2016년 5월: 제19대 국회의원(충남 홍성군·예산군, 새누리당, 재선)
  - 2012년 6월~2014년 5월: 제19대 국회 전반기 예산결산특별위원회 위원
  - 2012년 8월~2014년 5월: 제19대 국회 전반기 태안유류피해대책특별위원회 위원장
  - 2013년 3월~2016년 5월: 제19대 국회 전·후반기 농림축산식품해양수산위원회 위원
  - 2014년 6월~2016년 5월: 제19대 국회 후반기 예산결산특별위원회 위원장
- 2015년 7월~2016년 5월: 새누리당 제1사무부총장
- 2015년 12월~2016년 4월: 제20대 국회의원 선거 새누리당 공천관리위 우선단수추천소위 위원장
- 2016년 4월 13일: 대한민국 제20대 국회의원 선거 당선(충남 홍성군·예산군, 새누리당, 3선)
- 2016년 5월~2020년 5월 제20대 국회의원(충남 홍성군·예산군, 새누리당→무소속→바른정당→무소속→자유한국당→미래통합당, 3선)
  - 2016년 6월~2018년 5월: 제20대 국회 전반기 농림축산식품해양수산위원회 위원
  - 2018년 7월~2020년 5월: 제20대 국회 후반기 행정안전위원회 위원
  - 2020년 2월~2020년 5월: 제20대 국회 후반기 교육위원회 위원장
- 2016년 5월: 새누리당 사무총장(권한대행)
- 2017념 1월~2017년 5월: 바른정당 당무구성팀장
- 2017년 1월~2017년 5월: 바른정당 충청남도당 위원장
- 2017년 1월~2017년 5월 바른정당 최고위원
- 2017년 1월~2017년 5월 바른정당 조직강화특별위원회 위원장
- 2017년 5월~2020년 2월: 자유한국당 충청남도당 홍성군·예산군 당원협의회 위원장
- 2017년 7월~2018년 6월: 자유한국당 사무총장
- 2017년 12월~2018년 2월: 제7회 전국동시지방선거 자유한국당 선거기획위원회 위원장
- 2018년 2월~2018년 5월: 제7회 전국동시지방선거 자유한국당 선거총괄기획단 공동총괄기획단장
- 2018년 2월~2018년 5월: 제7회 전국동시지방선거·2018년 재보궐선거 자유한국당 중앙당 공천관리위원회 위원장
- 2020년 2월~2020년 9월: 미래통합당 충청남도당 홍성군·예산군 당원협의회 위원장
- 2020년 4월 15일: 대한민국 제21대 국회의원 선거 당선(충남 홍성군·예산군, 미래통합당, 4선)
- 2020년 5월~2024년 5월: 제21대 국회의원(충남 홍성군·예산군, 미래통합당→국민의힘, 4선)
  - 2020년 7월~2022년 5월: 제21대 국회 전반기 농림축산식품해양수산위원회 위원
  - 2021년 10월~2021년 11월: 제21대 국회 감사원장(최재해) 임명동의에 관한 인사청문특별위원회 위원장
  - 2022년 7월~2024년 5월: 제21대 국회 후반기 농림축산식품해양수산위원회 위원
    - 제21대 국회 후반기 농림축산식품해양수산위원회 농림축산식품법안심사소위원회 위원
    - 제21대 국회 후반기 농림축산식품해양수산위원회 청원심사소위원회 위원

  - 2022년 12월~2024년 5월: 제21대 국회 한-러 의회외교포럼 공동회장
- 2020년 7월~2024년 5월: 대한민국 미래혁신포럼 구성의원
- 2020년 9월~2024년 1월: 국민의힘 충청남도당 홍성군·예산군 당원협의회 위원장
- 2021년 3월~2021년 4월: 2021년 재보궐선거 국민의힘 중앙선거대책위원회 서울동행 공동부위원장
- 2021년 12월~2022년 1월: 제20대 대통령 선거 국민의힘 살리는 선거대책위원회 충남 선거대책위원회 선거대책위원장단 총괄선거대책위원장
- 2023년 7월~2024년 7월: 국민의힘 충청남도당 위원장
- 2024년 3월~2024년 4월: 제22대 국회의원 선거 국민의힘 충청남도당 선거대책위원회 총괄선대위원장
- 2024년 8월~ 제20대 한국농수산식품유통공사 사장

## 학력
- 홍동국민학교 졸업
- 광흥중학교 졸업
- 한영고등학교 졸업
- 건국대학교 농화학과 졸업
- 한양대학교 행정자치대학원 사회복지학 석사

## 소속 정당
| 소속 정당 | 소속 정당  | 소속 기간 | 비고           |
| --------- | ---------- | --------- | -------------- |
|           | 신민당     | 1967~1969 | 정계 입문      |
|           | 무소속     | 1969~1971 | 자진 정당 해산 |
|           | 신민당     | 1971~1980 | 복당           |
|           | 무소속     | 1980~1985 | 정당 해산      |
|           | 신한민주당 | 1985      | 창당           |
|           | 무소속     | 1985      | 탈당           |
|           | 민주정의당 | 1985~1987 | 입당           |
|           | 무소속     | 1987~1988 | 탈당           |
|           | 통일민주당 | 1988~1990 | 입당           |
|           | 무소속     | 1990      | 탈당           |
|           | 민주당     | 1990~1991 | 창당           |
|           | 민주당     | 1991~1995 | 합당           |
|           | 통합민주당 | 1995~1996 | 합당           |
|           | 민주당     | 1996~1997 | 당명 변경      |
|           | 한나라당   | 1997~2008 | 합당           |
|           | 무소속     | 2008~2011 | 탈당           |
|           | 한나라당   | 2011~2012 | 복당           |
|           | 새누리당   | 2012~2016 | 당명 변경      |
|           | 무소속     | 2016~2017 | 탈당           |
|           | 바른정당   | 2017      | 창당           |
|           | 무소속     | 2017      | 탈당           |
|           | 자유한국당 | 2017~2020 | 복당           |
|           | 미래통합당 | 2020      | 합당           |
|           | 국민의힘   | 2020~2024 | 당명 변경      |
|           | 무소속     | 2024~현재 | 탈당           |

## 역대 선거 결과
|  | 6.76% |

|  | 42.97% |

|  | 11.74% |

|  | 19.82% |

|  | 32.54% |

|  | 35.75% |

|  | 50.80% |

|  | 42.47% |

|  | 53.95% |

## 같이 보기
- 홍성군·예산군
- 홍성군의 국회의원
- 예산군의 국회의원